# Константиновка (станция)
Константи́новка (укр. Костянти́нівка) — станция Донецкой железной дороги. Находится в г. Константиновка (ул. Правобережная) Донецкой области.
Крупный железнодорожный узел. Станция обслуживает пригородные поезда и поезда дальнего следования.
От станции идёт ветка на Никитовку, Горловку.
Датой рождения города Константиновка считают 1869 год, когда в связи со строительством Курско-Харьковско-Азовской дороги возникла железнодорожная станция Константиновка.
Сам город вытянут вдоль железнодорожной магистрали.
Превращение станции Константиновки в железнодорожный узел способствовало промышленному развитию местности — появились стекольный, химический, зеркальный завод, керамический, железопрокатный, бутылочный заводы и др.
В ночь на 25 февраля 2024 года вокзал станции был уничтожен российской бомбардировкой.

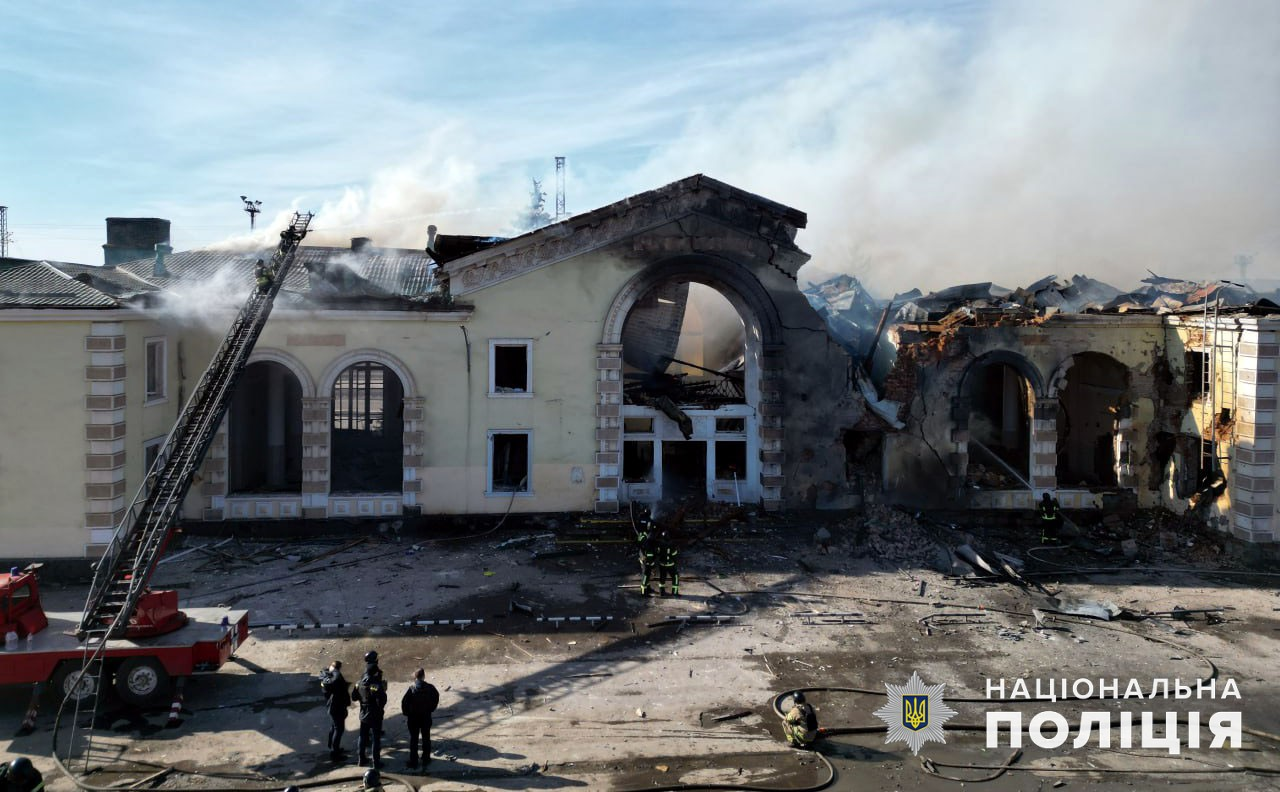
Вокзал станции после российской бомбардировки (2024)

## Услуги вокзала
- Камеры хранения
- Багажное отделение
- Бронирование мест в поездах
- Платная справка
- Объявление по громкоговорителю (в том числе для предприятий)[6]

## Пригородное следование по станции
Славянск — Фенольная
Фенольная — Славянск
Фенольная — Лиман
Фенольная — Гавриловка